# Anoura
Anoura es un géneros de murciélagos pertenecientes a la familia Phyllostomidae que son originarios de Centroamérica y Sudamérica.

## Especies
- Anoura cadenai[2] Mantilla-Meluk & Baker, 2006
- Anoura caudifer (É. Geoffroy, 1818)
- Anoura cultrata Handley, 1960
- Anoura fistulata[3] Muchhala, Mena & Albuja, 2005
- Anoura geoffroyi Gray, 1838
- Anoura latidens Handley, 1984
- Anoura luismanueli Molinari, 1994